# Receptor AMPA

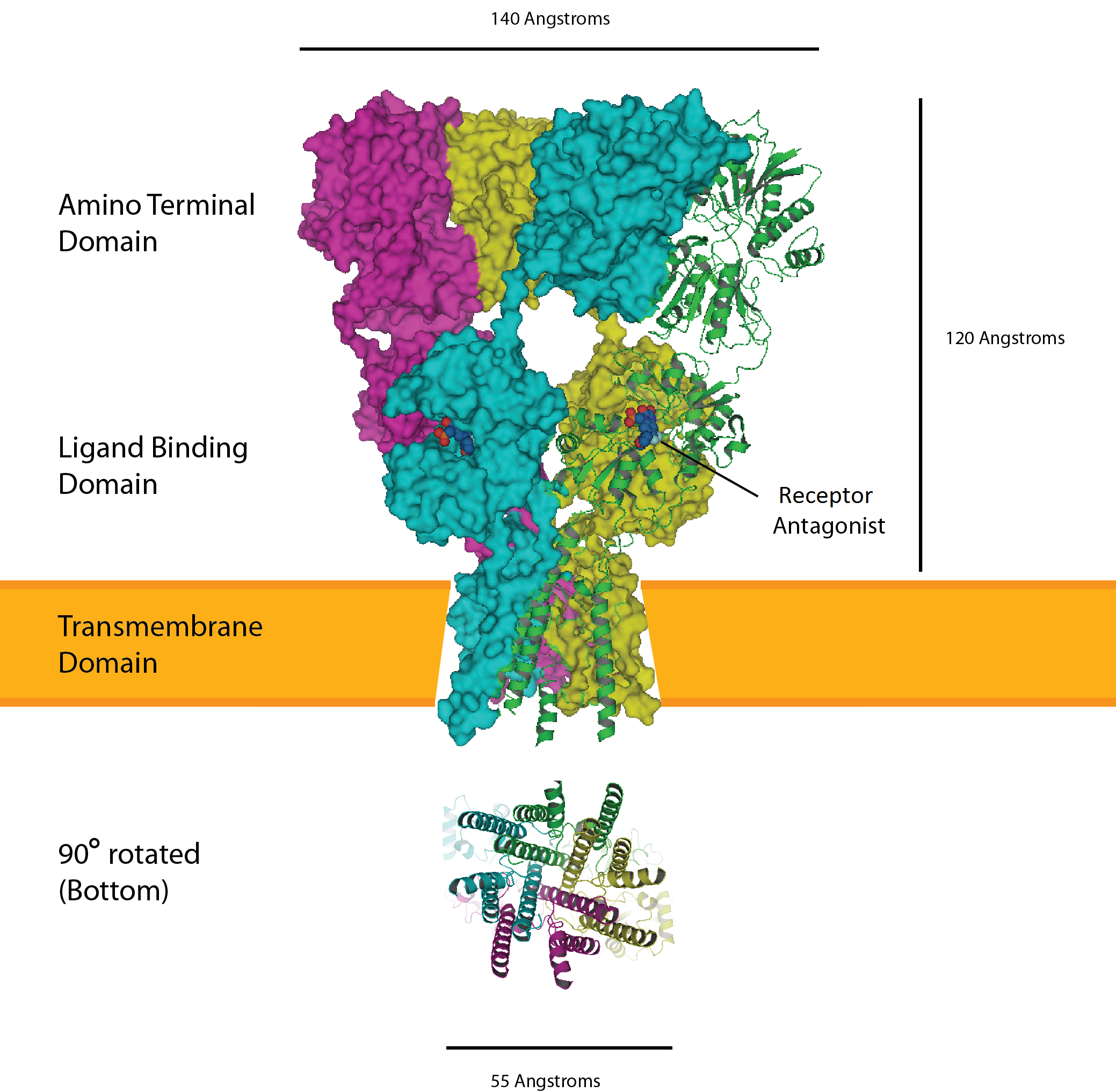
El receptor AMPA se une a un antagonista de L-glutamato mostrando el amino terminal, el dominio de unión a ligando y el dominio transmembrana, PDB 3KG2.

El mismo receptor AMPA en 3D animado, PDB 3KG2.

AMPA

Ácido glutámico.

El receptor ácido α-amino-3-hidroxi-5-metilo-4-isoxazolpropiónico (también conocido como receptor AMPA, AMPA-R) es un receptor para glutamato transmembrana ionotrópico tipo no-NMDA, que media la transmisión sináptica rápida en el sistema nervioso central (CNS). Su nombre deriva de su capacidad de ser activado por el equivalente de glutamato artificial denominado AMPA. El receptor fue inicialmente identificado como el "receptor de quiscualato" por Watkins y colaboradores, tras identificar al quiscualato como su agonista natural, siendo más tarde denominado "receptor AMPA " tras haber sido desarrollado su agonista selectivo por Tage Honore y colegas en la Real Escuela Danesa de Farmacia en Copenhague. Los AMPAr se localizan en muchas regiones del cerebro y es el receptor más abundante en el sistema nervioso. El receptor tetrámero AMPA GluA2 (GluR2) fue el primer canal iónico receptor de glutamato en ser cristalizado.